# Sorokinella
Sorokinella is een geslacht van schimmels uit de orde Helotiales. De familie is niet eenduidig bepaalt (incertae sedis). De typesoort is Sorokinella appendicospora.

## Soorten
Volgens Index Fungorum telt het geslacht twee soorten (peildatum januari 2024):
| Soortnaam                  | Auteur(s)             | Publicatiejaar |
| -------------------------- | --------------------- | -------------- |
| Sorokinella appendicospora | J. Fröhl. & K.D. Hyde | 2000           |
| Sorokinella calami         | J. Fröhl. & K.D. Hyde | 2000           |